# Figurspel
Figurspel är ett samlingsnamn på relativt fria bordsspel som spelas med tennfigurer eller plastfigurer. Spelen saknar spelplan i vanlig mening och spelas oftast på ett bord där man i regel placerat ut olika hinder (oftast olika terrängelement) för att spelandet ska bli mera intressant, både ur spelteknisk men också estetisk synvinkel.
Figurspelen har både en speldel och en hobbydel. Vad man väljer att ägna sig mest åt är helt och hållet upp till individen, men de flesta figurspelare målar egna figurer, skapar egen terräng och spelar i ungefär lika stor utsträckning.
Oavsett vilken typ av figurspel man spelar brukar de premiera ett stort mått av självständigt tänkande, anpassningsförmåga och innovation. Detta, i kombination med hobbydelen, är det som brukar locka folk till att börja med figurspel.

## Historik
Redan 1913 publicerades boken Little Wars av författaren H.G. Wells, känd bland annat för boken Världarnas krig. Han var en ivrig pacifist och gjorde ett krigsspel som skulle vara underhållande. Han tyckte att militärer skulle leka krig på ett sätt så att ingen kom till skada istället för att kriga på riktigt. Reglerna var enkla och figurerna massproducerades billigt vilket gjorde spelen tillgängliga för allmänheten.
Det har dock funnits figurspel under en betydligt längre tid. Redan under 1700-talet var det vanligt att generaler planerade sina fälttåg genom att flytta runt tennsoldater i lådor med sand, och vissa militära akademier hade olika former av krigsspel som en del av undervisningen.

## Spelmetod
Det finns väldigt många olika figurspel och en generalisering är svår att göra. Man börjar i regel med att avgöra grundförutsättningar för spelomgången – till exempel var (fiktiv fantasivärld, Waterloo eller yttre rymden?) och när (medeltid, sjuttonhundratal eller avlägsen framtid?) slaget ska utspelas. Valen brukar vara lite smalare eftersom de olika spelen har olika tidsepoker och/eller platser som sin specialitet.
Sedan avgör man de olika styrkornas sammansättning. Man brukar vilja att de ska vara jämnt matchade, och det finns en mängd olika sätt för att säkerställa detta. Vanligast är ett poängsystem, där kraftfulla eller ovanliga truppslag är begränsade genom en högre poängkostnad eller via regler, och så "köper" man trupper upp till en fastställd poängsumma. En armés truppsammansättning kan också vara fastställd redan i regelboken, dels för att kanske vara historiskt korrekt men också dels för att det ska vara balanserat. Oftast är dina val dolda för motståndaren tills ni ställer upp styrkorna på slagfältet.
Poängsystem är vanligast i spel som utspelar sig i påhittade eller på annat sätt fria världar. Det lite mer fastställda sättet är vanligare när ett större mått av korrekthet är eftersträvansvärt, till exempel i historiska spel där man vill representera den verkliga truppsammansättningen vid vissa slag eller hos vissa arméer. Det hindrar givetvis inte historiska figurspel från att ha poängvärden också, men det kan leda till resultat som är "overkliga" eller obalanserade.
Det sista man gör innan man faktiskt börjar spela är att etablera spelbordet. Hur man reglerar utplaceringen av terrängobjekt är olika från spel till spel (som så mycket annat) men generellt sett turas spelarna om med att placera ut varsitt objekt tills båda är nöjda eller en mängd man tidigare kommit överens om uppnåtts. Detta är vanligast i fantasispelen och det används för att göra spelandet så rättvist, intressant och estetiskt tilltalande som möjligt.
I de historiska spelen spelar man oftast med skalenlig terräng som motsvarar ett riktigt område, kanske kullen vid slaget om Hastings eller ett kvarter i Stalingrad. Dock är man i regel mer generell än så och kan välja att spela "i östra Tyskland under andra världskrigets slutskede" eller "i djungeln under Vietnamkriget", till exempel.
Det rent regelmässiga hos spelen skiljer sig givetvis något enormt, men de flesta spelen brukar ha någon form av regler för hur man får flytta sina figurer och hur man gör för att eliminera motståndarens. Man kan mäta avstånd i tum, centimeter (med måttband/linjal) eller med speciella mätstickor som följer med spelet, och så har man bestämt att vissa trupper flyttar tjugo centimeter eller en hel mätsticka medan andra bara hinner en halv mätsticka eller fem tum.
Gemensamt är också att man i de allra flesta fallen använder en eller flera tärningar som slumpgenerator för att avgöra strid eller andra handlingar. Vissa spel använder kort, och andra använder kanske ingen slump alls utan man jämför bara de olika figurernas egenskaper och kommer på så vis fram till ett resultat.

## Figurerna
Figurerna brukar man få köpa av någon hobbyaffär, oftast över internet. En del leksaksaffärer säljer figurer till de största och vanligaste spelen och ibland också färger speciellt tänkta att ha till tennfigursmålning. Andra modellfärger brukar ha problem med att fästa ordentligt på vissa sorters figurer. Figurerna kan vara i skala från 6 mm ända upp till 4–5 cm men den vanligaste är 20–28 mm, allt beroende på vilket regelsystem figurerna avses användas för. Måtten anger hur långt över marken en människofigurs ögon är. Detta kan synas ologiskt eller oviktigt, men används eftersom det finns spel med stora monster och fordon som också ska passa skalan.
Figurerna används sedan för att representera pjäser på slagfältet, vissa regelsystem använder sig av ett figurförhållande 1:1 – det vill säga 1 målad figur motsvarar 1 soldat på slagfältet – medan andra har större skala där en eller ett fåtal figurer motsvarar kompanis eller kanske till och med bataljons storlek. Vissa regelsystem hanterar även enheter på armé- och kårs storlek.
Utöver att måla sina figurer finns det ett utbrett intresse för att modifiera sina figurer på olika sätt. Detta brukar kallas "konvertering" även om man bara ändrar något litet. Man kan såga bort saker, modellera egna små prylar och limma dit, eller byta vapen, hållning eller huvud till exempel. För turneringsspel finns det regler för hur mycket man får ändra (för att inte förvilla motståndaren till exempel) och även om man kanske inte alltid behöver modellera varenda liten pryl figuren är utrustad med så är det kutym att en svärdsbärande hjälte faktiskt bär ett svärd, eller att en stridsvagn har "rätt" antal kulsprutor. Eftersom figurerna är massproducerade och ofta gjutna i ganska få poser handlar konverteringen i regel om att piffa till dem lite och göra så att de inte ser så "tråkiga" ut när man har många som står bredvid varandra. Har man någon speciell hjältefigur eller kanske ett flaggskepp brukar dessa ägnas lite mera uppmärksamhet.
Det går även att gjuta egna figurer men det är extremt ovanligt då det oftast blir både lättare och snyggare med köpta figurer som är gjutna i riktiga industriella formar med metall eller plast av hög kvalitet.

## Terrängen
Terrängen kan man göra själv eller köpa färdig antingen från olika spelföretag som tillverkar den eller terräng som säljs till modelljärnvägar. Det kan vara allt från små kullar som figurerna kan flyttas upp på för att få bättre sikt, vattendrag och vallgravar som är svåra att ta sig över eller befästningar att ta skydd i.
I regel gör man terrängen så modulär som möjligt så att det går att variera sig, men det finns också goda exempel där man gjort statiska jättebyggen som exakt avbildar ett verkligt slagfält. Oavsett om man bygger realistisk terräng själv eller nöjer sig med att klippa ut bitar av färgat papper är terrängen ett viktigt inslag i både speldelen och hobbydelen.

## Olika genrer
Man kan dela in speldelen av figurspelshobbyn i tre delar. De historiska figurspelen, fantasy- och science fiction-spelen, och det som kallas dioramor.

### Historiska figurspel
Historiska figurspel är oftast inriktade på att likna sina historiska förlagor så mycket som möjligt. Spelplanen byggs upp för att likna det riktiga slagfältet, och ibland sätts styrkorna upp på deras historiska platser. De historiska figurspelen brukar också försöka vara "verkliga" och ha regler som ger samma resultat som samma situation hade gett i verkligheten. 
Den typiske historiefigurspelaren är en man i medelåldern, med stor noggrannhet och brett historiskt kunnande om sina figurer och den era han spelar. Till sin hjälp har han målningsguider, historieböcker och regler, med hjälp av dessa spelar han och hans motspelare upp verkliga och fiktiva (så kallade "what if") slag och händelser. För att få en så exakt bild av vad som kunde ha skett om, man gjort si eller så, har han till sin hjälp avancerade regelsystem. 
Exempel på några stora regelsystem:
- DBA (De Bellis Antiquitatis) 3000 f. Kr – ca 1500 e. Kr
- Bolt Action - Andra världskriget
- Flames of War – Andra världskriget
- Panzer March – Andra världskriget
- Over The Topp – Andra världskriget
- ACW (American Civil War) – Amerikanska inbördeskriget

### Fantasy- och science fiction-figurspel
Spelen utspelar sig i fiktiva världar och figurerna i arméerna kan vara mycket fantasirika varelser, maskiner eller vanliga människor. Då spelen inte försöker följer några historiska förlagor kan man ofta ha lite bredare referensramar och mer "fantastiska" resultat där enskilda hjältar kan dräpa horder av fiender, magi och magiska föremål är ofta förekommande i fantasyregler.
Den klassiska fantasy/sci-fispelaren är en yngre spelare, som är inne i hobbyn lika mycket för att måla och bygga sina figurer och deras tillbehör som för att spela. Många ställer ofta ut sina figurer och alster på olika sajter för att få dem betygsatta av andra figurspelare och figurmålare. Detta gör att figurerna oftast är av betydligt högre kvalitet och större skala; vanligast är 28 mm. Detta är också den mest kommersiella delen av hobbyn. 
 
Exempel på sådana spel är: 
- Warhammer
- Warmachine
- Confrontation

## Spelförbund
- Sverok, spelförbund i Sverige som organiserar spelare av figurspel och andra bordsspel.